# Kaefer (Industriedienstleister)
Kaefer (Eigenschreibweise KAEFER) mit Hauptsitz in Bremen ist ein Anbieter von technischen Industriedienstleistungen.

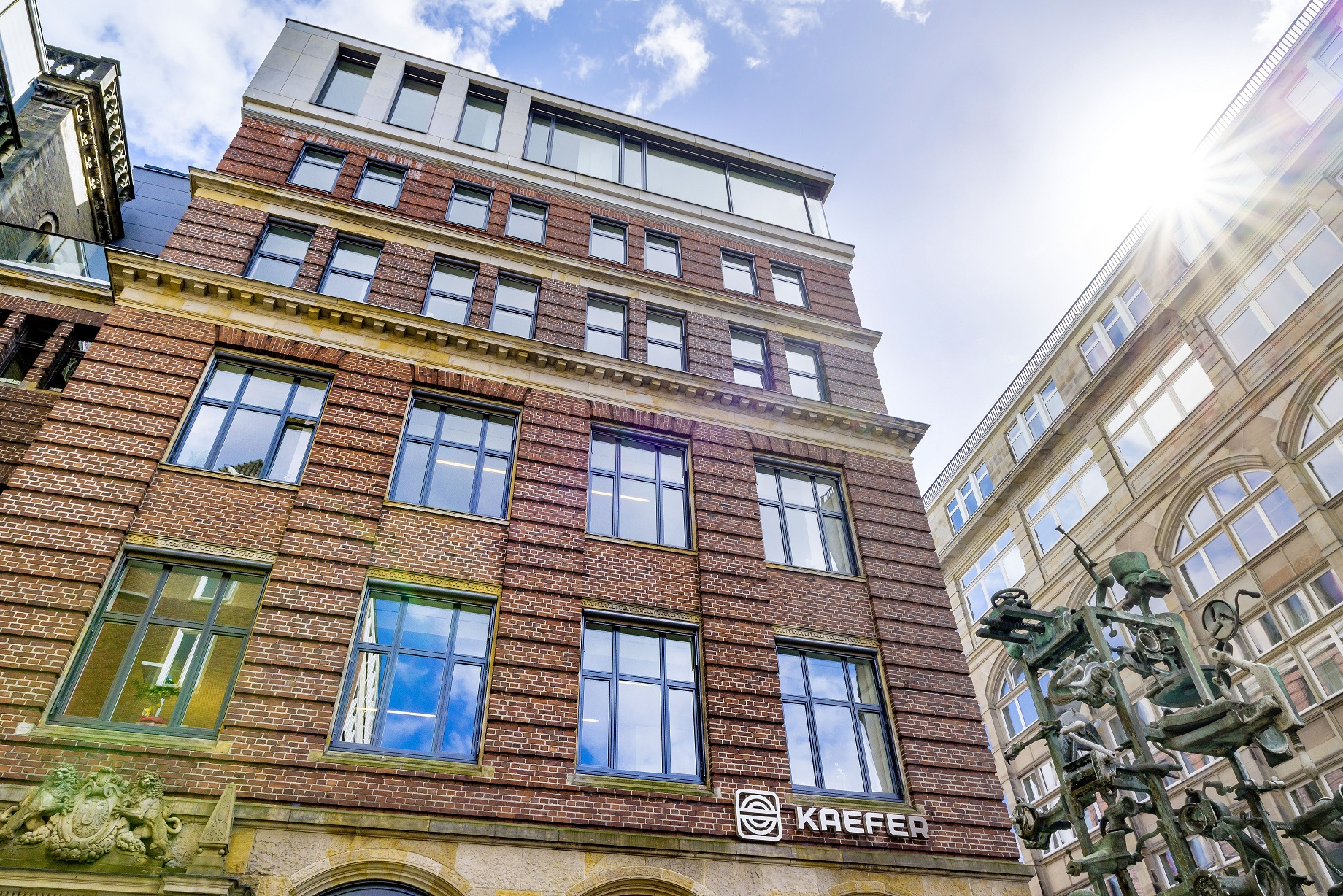
Kaefer Zentrale in der Marktstraße in Bremen

## Geschichte
Die Unternehmensgeschichte begann 1918 mit dem Gründer und Torfhändler Carl Kaefer (geboren 1877). Mit Torf wurden damals Kühlräume isoliert. Carl Kaefer erkannte das große Potenzial und begann die Kühlräume der Schiffe mit Torf zu isolieren. Diese Idee setzte sich durch, sodass er 1920 ins Bremer Handelsregister die Firma Ingenieurbüro Carl Kaefer & Co. eintragen ließ. In der Folgezeit entwickelte Kaefer neben Isolierlösungen auch die Bereiche Zugangstechnik, Oberflächenschutz, passiver Brandschutz und Feuerfestbau sowie Innenausbau für die Industrie, Marine & Offshore und Construction.
Laut des Beratungsunternehmens Lünendonk & Hossenfelder zählte Kaefer 2020 zu den acht führenden Industrieservice-Unternehmen Deutschlands. Im Mai 2022 erwarb die SMS Group gemeinsam mit dem Private-Equity-Investor Altor 50 Prozent an Kaefer. Im selben Jahr firmierte die Kaefer Isoliertechnik GmbH & Co. KG in KAEFER SE & Co. KG um.

## Unternehmensstruktur
Die Kaefer SE & Co. KG ist die Muttergesellschaft des Konzerns und beschäftigt weltweit rund 33.000 Mitarbeiter. In Deutschland wurden die bisherigen Tochtergesellschaften Kaefer Construction GmbH und Kaefer Industrie GmbH zusammengeführt und in die Kaefer Deutschland Pro Services GmbH umfirmiert. Diese Gesellschaft fungiert seit dem 1. Juni 2025 als Muttergesellschaft für alle operativen deutschen Kaefer-Gesellschaften. Neben den Niederlassungen in Deutschland hat Kaefer derzeit Standorte in über 25 Ländern weltweit. Dazu zählen unter anderem Standorte in Norwegen und Südafrika. Weitere Tochterfirmen sind zum Beispiel KAEFER België N.V., KAEFER Nederland B.V., KAEFER Luxembourg S.à.r.l. und auch KAEFER Ltd. in Großbritannien und Irland.

## Dienstleistungen
Das Unternehmen bietet verschiedene technische Dienstleistungen an.
Zu den Leistungen gehören Isolierungsarbeiten, Wärme-, Kälte- und Schallschutz  sowie Zugangstechnik, Oberflächenschutz, passiver Brandschutz  und Innenausbau. Kaefer ist in den Geschäftsbereichen Industrie, Marine & Offshore und Construction aktiv.

## Projekte
Das Unternehmen bearbeitet Aufträge in den Bereichen Industrie, Bau und Schiffbau an.
In der Vergangenheit war Kaefer an dem Bau der 2012 fertiggestellten indischen Forschungsstation Bharati (Forschungsstation) und der 2009 eingeweihten deutschen Neumayer-Station III Forschungsstation in der Antarktis beteiligt.
Derzeit führt Kaefer Isolierarbeiten für das LNG Projekt Qatargas für Qatar Energy aus.
Kaefer in Großbritannien und Irland wurde im Januar 2025 von Sellafield Ltd mit einem vierjährigen Rahmenauftrag betraut, um Zugangssysteme, sowie Dienstleistungen in den Bereichen Asbest- und Isolierung für die sichere Wartung und Stilllegung der Sellafield Anlage in West-Cumbria bereitzustellen.

## Nachhaltigkeit
Kaefer verfügt über eine konzernweit koordinierte ESG-Struktur. Im Zentrum stehen dabei Maßnahmen zur nachhaltigen Lieferkette, ein umfassendes Risikomanagement sowie ein integrierter Ansatz mit den Abteilungen HSE, HR und Compliance.
Kaefer hat sich unter der Science Based Targets initiative verpflichtet, bis 2032 die betrieblichen Treibhausgasemissionen (Scope 1 und 2) um 50,4 % und die Wertschöpfungsketten-Emissionen (Scope 3) um 30 % zu reduzieren. Das langfristige Ziel ist Net Zero bis 2050. Diese Zielsetzung wurde im Mai 2025 von der SBTi validiert. Mit der SBTi-Zulassung gehört Kaefer zu den weltweit rund 8300 Unternehmen mit validierten Klimazielen und zu den etwa 1900, die den Net Zero Standard (2050 Ziel) verfolgen.